# Physocephala ethiopica
Physocephala ethiopica är en tvåvingeart som beskrevs av Camras 1962. Physocephala ethiopica ingår i släktet Physocephala och familjen stekelflugor.
Artens utbredningsområde är Etiopien. Inga underarter finns listade i Catalogue of Life.